# Rugby Park (Invercargill)
Pour les articles homonymes, voir Rugby Park (homonymie).
Rugby Park est un stade de rugby à XV situé à Invercargill, en Nouvelle-Zélande. Sa capacité est de 18 000 places.

## Évènements
- Coupe du monde de rugby à XV 1987
- Coupe du monde de rugby à XV 2011